# Окча
Окча (кор. 옥자) је јужнокорејски филм из 2017. године у режији Бонг Џун Хоа. Филм говори о младој девојци која је створила генетски модификовану "супер свињу" (Окча) и, након што је одведена у Сједињене Државе, одлази у мисију да је спасе од малтретирања од стране месне индустрије. 
Међународна копродукција Јужне Кореје и Сједињених Држава, глуми ансамбл на челу са јужнокорејском дечјом глумицом Ан Сео Хјун, јужнокорејским глумцима Бјун Хи Бонг, Јун Џемун и Чој Ву Шик, и холивудски глумци Тилда Свинтон, Пол Дејно, Стивен Јaн, Лили Колинс, Ширли Хендерсон, Данијел Хеншал, Девон Бостик, Ђанкарло Еспозито и Џејк Џиленхол.
Филм се такмичио за Златну палму у главној такмичарској секцији на Филмском фестивалу у Кану 2017. године. Објављен је на Нетфликсу 28. јуна 2017. Филм је добио позитивне критике критичара.

## Радња
Године 2007. "еколошкиња" Луси Мирандо постаје извршни директор корпорације Мирандо, наследивши своју сестру близнакињу. Најављујући да узгајају посебну врсту "супер свиње", 26 примерака шаље фармерима широм света, а десет година касније, један ће бити овенчан као победник као најбоља свиња.
Године 2017, млада девојка по имену Миза живи у Јужној Кореји са својим дедом и њиховом супер свињом, Окчом. Миза и Окча имају су веома блиске; проводе много времена заједно, а у једном тренутку Окча спасава Мизу да не падне са литице. Посећује их портпарол Миранда и зоолог др Џони Вилкокс, који Окчу проглашава најбољом супер свињом и најављује да ће је одвести у Њујорк. Њен деда даје Мизи златну свињу, објашњавајући да је уштедео да замени Окчу када је одведена. Скрхана, Миза одлази у Сеул да пронађе Окчу, где види како је утоварују у камион. Миза јури за камионом, али га пресреће Фронт за ослобађање животиња (АЛФ).
У насталом хаосу, Миза и Окча беже, али их на крају спасава АЛФ, предвођен Џејем. Он тражи од другог члана АЛФ-а, К, да преведе и каже Мизи да планирају да ставе уређај за снимање у Окчино уво и да је пусте да је поново ухвати корпорација Мирандо како би документовала како малтретирају животиње. Миза их тражи да је врате у планине, али К намерно погрешно преводи и каже им да Миза пристаје. Они одлазе, а Окча је поново ухваћена.
Да би минимизирала ПР штету компанији, Луси плаћа да Миза дође у Њујорк како би се поново спојила са својом свињом. Окчу одводе у лабораторију где је насилно одгајају са још једном супер свињом и узимају јој месо ради теста укуса. Након што АЛФ види снимак, К открива да је лагао остатак групе о Мизиној подршци плану. Џеј побеђује К-ја, и избацује га из АЛФ-а.
У Њујорку, Миза мора да се повинује Мирандо корпорацији. Џеј се увлачи у њену собу и говори јој да планирају да спасу Окчу док је на сцени. Током параде, изубијана и привремено заслепљена Окча напада Мизу. Џеј покушава да повреди Окчу да би заштитио девојчицу, али Миза му то не дозвољава и смирује Окчу. Окчино малтретирање јавности показује АЛФ, који се брзо окреће против Миранда. Луси предаје компанију својој сестри близнакињи Ненси, која контактира приватну фирму за обезбеђење да уклони чланове АЛФ-а. Окча је поново ухваћена, а чланови АЛФ-а су ухапшени, осим Мизе и Џеја које је спасила К. Ненси, Лусина сестра близнакиња, поново преузима позицију генералног директора и почиње да ради са пуним радним временом у њиховој кланици.
К, Миза и Џеј путују у фабрику за прераду у потрази за Окчом и проналазе је у фабрици за прераду, како је терају да се попне на рампу у кланицу. Миза показује запосленом у Миранду своју фотографију са бебом Окчом, наводећи га да престане. Ненси стиже и Миза нуди златну свињу у замену за Окчин живот. Ненси се слаже, а Џеј и К су ухапшени. Док Миза и Окча одлазе, пар супер свиња гура своје новорођенче до Окче да га сакрију и однесу.
Вративши се на село, Миза наставља свој живот са својим дедом, Окчом и новим прасетом.
У сцени после кредита, Џеј излази из затвора, укрцавајући се у аутобус са К и осталим члановима организације. Са својим најновијим чланом Ким Ву-шик, бившим возачем Мирандо корпорације, планирају да поремете главни састанак акционара Мирандо.